# پارتی رو تموم نکن
«مهمانی را قطع نکن» ترانه‌ای است که توسط پیت بول، رپر و خواننده معروف، در آلبوم گرمایش جهانی، ضبط شده‌است. از خوبی‌های این آهنگ می‌توان به دی جی تی جی آر و شامل بودن محتویات «Funky Kingston» در آن اشاره نمود. این آهنگ در ۲۵ سپتامبر ۲۰۱۲ منتشر شد و محبوبیت زیادی پیدا کرد. این آهنگ توسط دی جی بودها، تی جی آر ودیگران ساخته شد. تی جی آر قبلاً آهنگی به اسم Funky Vodka (ودکای بدبو) منتشر کرده بود و پیتبول جذب آن شد. این آهنگ موفقیتی نسبتاً معمولی به دست آورد؛ یعنی داشتن رتبهٔ ۱۷ در ۱۰۰ آهنگ داغ بیلبورد. پیتبول این آهنگ را در موقعیت‌های مختلفی انجام داد.